# Pascale Arbillot
Pascale Arbillot (17 aprile 1970) è un'attrice francese.

## Filmografia parziale

### Cinema
- Une pour toutes, regia di Claude Lelouch (1999)
- L'extraterrestre, regia di Didier Bourdon (2000)
- Grégoire Moulin contre l'humanité, regia di Artus de Penguern (2001)
- Toutes les filles sont folles, regia di Pascale Pouzadoux (2003)
- Clara et moi, regia di Arnaud Viard (2004)
- Espace détente, regia di Yvan Le Bolloc'h e Bruno Solo (2005)
- Hell, regia di Bruno Chiche (2006)
- Un printemps à Paris, regia di Jacques Bral (2006)
- Un lever de rideau et autres histoires, registi vari (2007)
- Notre univers impitoyable, regia di Léa Fazer (2008)
- Parlez-moi de la pluie, regia di Agnès Jaoui (2008)
- Coco, regia di Gad Elmaleh (2009)
- Divorces!, regia di Valérie Guignabodet (2009)
- Les meilleurs amis du monde, regia di Julien Rambaldi (2010)
- Piccole bugie tra amici (Les petits mouchoirs), regia di Guillaume Canet (2010)
- A Small World - Ricordi lontani (Je n'ai rien oublié), regia di Bruno Chiche (2010)
- Une pure affaire, regia di Alexandre Coffre (2011)
- L'art d'aimer, regia di Emmanuel Mouret (2011)
- Tutti i nostri desideri (Toutes nos envies), regia di Philippe Lioret (2011)
- Gemma Bovery, regia di Anne Fontaine (2014)
- Pension complète, regia di Florent-Emilio Siri (2015)
- La folle histoire de Max et Léon, regia di Jonathan Barré (2016)
- 50 primavere (Aurore), regia di Blandine Lenoir (2017)
- Maryline, regia di Guillaume Gallienne (2017)
- Un figlio all'improvviso (Momo), regia di Vincent Lobelle e Sébastien Thiery (2017)
- Guy, regia di Alex Lutz (2018)
- La fête des mères, regia di Marie-Castille Mention-Schaar (2018)
- Grandi bugie tra amici (Nous finirons ensemble), regia di Guillaume Canet (2019)
- Mon chien stupide, regia di Yvan Attal (2019)
- J'irai où tu iras, regia di Géraldine Nakache (2019)
- Il meglio deve ancora venire (Le meilleur reste à venir), regia di Alexandre de La Patellière e Matthieu Delaporte (2019)
- Miss, regia di Ruben Alves (2020)
- Proiettile vagante (Balle perdue), regia di Guillaume Pierret (2020)
- Mon cousin, regia di Jan Kounen (2020)
- Le apparenze (Les apparences), regia di Marc Fitoussi (2020)
- Présidents, regia di Anne Fontaine (2021)
- Haute couture, regia di Sylvie Ohayon (2021)
- Irréductible, regia di Jérôme Commandeur (2022)
- Murder Party, regia di Nicolas Pleskof (2022)
- Annie colère, regia di Blandine Lenoir (2022)
- Maestro(s), regia di Bruno Chiche (2022)
- Proiettile vagante 2 (Balle perdue 2), regia di Guillaume Pierret (2022)
- Vivants, regia di Alix Delaporte (2023)

### Televisione
- Crimes en série - serie TV, 10 episodi (1998-2003)
- Insieme appassionatamente (Merci, les enfants vont bien!) - serie TV, 12 episodi (2005-2008)
- Bankable - film TV (2012)
- Résistance - miniserie TV, 3 episodi (2014)
- Les Particules élémentaires - miniserie TV, 2 episodi (2021)
- Drôle - Comici a Parigi (Drôle) - serie TV, 5 episodi (2022)
- La Peste - miniserie TV, 3 episodi (2024)

## Teatro
- La Paire de gifle, di Yves Lecat (1993)
- La Mamma, di Jacqueline Bœuf (1993)
- La Nuit du crime di Steve Pasteur, regia di Robert Hossein, théâtre de Paris (1994)
- Leçon de nuit di Vivant Denon, regia di Christophe Lidon, Petit théâtre de Paris (2000)
- Hedda Gabler di Henrik Ibsen, regia di Roman Polanski, théâtre Marigny di Parigi (2003)
- Le Prince travesti di Marivaux, regia di Nicolas Briançon, Festival d'Anjou (2004)
- Adultères di Woody Allen, regia di Benoît Lavigne, théâtre de l'Atelier di Parigi (2006)
- L'Amour, la mort, les fringues di Nora e Delia Ephron, regia di Danièle Thompson, théâtre Marigny (2011)
- Quadrille di Sacha Guitry, regia di Bernard Murat, théâtre Édouard-VII di Parigi (2011)
- Un temps de chien di Brigitte Buc, regia di Jean Bouchaud, Théâtre Montparnasse di Parigi (2014)
- Chambre froide di Michele Lowe, regia di Sally Micaleff, La Pépinière-Théâtre di Parigi (2014)
- Un amour qui ne finit pas, di André Roussin, regia di Michel Fau, Théâtre de l'Œuvre di Parigi (2015)
- Le Monologue de Magdalena di Léonor de Récondo, regia di Catherine Schaub, La Pépinière-Théâtre di Parigi (2020)
- Sur les bancs, testo e regia di Hannah Levin Seiderman, Bobino di Parigi (2022)
- Interruption, di Sandra Vizzavona, regia di Hannah Levin Seiderman, Théâtre Antoine di Parigi (2023)
- De toi en moi di Olivia Ruiz, regia di Benjamin Guillard, La Pépinière-Théâtre di Parigi (2023)

## Doppiatrici italiane
Nelle versioni in italiano dei suoi film, Pascale Arbillot è stata doppiata da:
- Tiziana Avarista in Piccole bugie tra amici, Tutti i nostri desideri, Grandi bugie tra amici
- Emanuela Rossi in 50 primavere
- Benedetta Degli Innocenti in Un figlio all'improvviso
- Francesca Fiorentini in Il meglio deve ancora venire
- Alessandra Karpoff in Proiettile vagante, Proiettile vagante 2
- Patrizia Burul in Insieme appassionatamente